# Bistum Fontibón
Das Bistum Fontibón (lat.: Dioecesis Fontibonensis, span.: Diócesis de Fontibón) ist eine in Kolumbien gelegene römisch-katholische Diözese mit Sitz im zur Stadt Bogotá gehörenden Stadtbezirk Fontibón.

## Geschichte
Das Bistum Fontibón wurde am 6. August 2003 durch Papst Johannes Paul II. mit der Apostolischen Konstitution Suam eminet aus Gebietsabtretungen des Erzbistums Bogotá errichtet und diesem als Suffraganbistum unterstellt.

## Bischöfe von Fontibón
- Enrique Sarmiento Angulo, 2003–2011
- Juan Vicente Córdoba Villota SJ, seit 2011